# Jozef Meganck

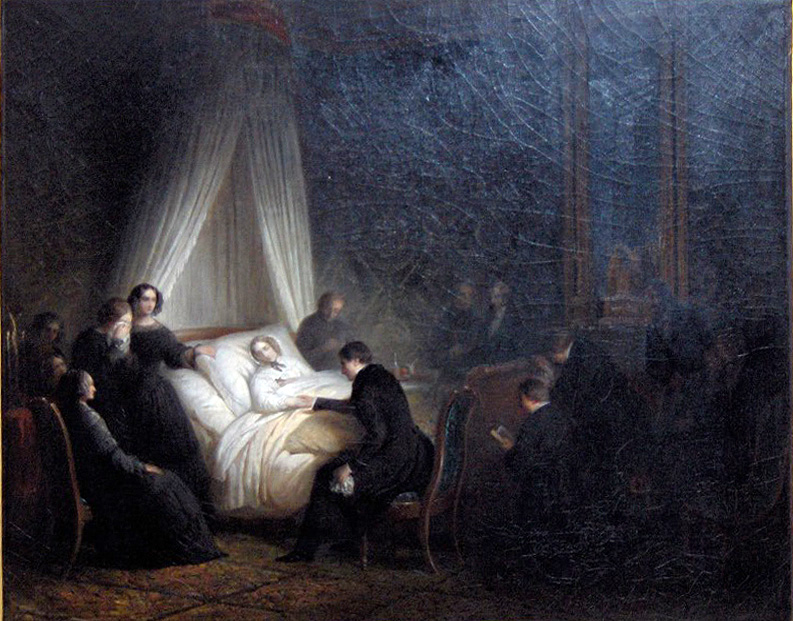
Koningin Louise-Marie in haar doodsbed

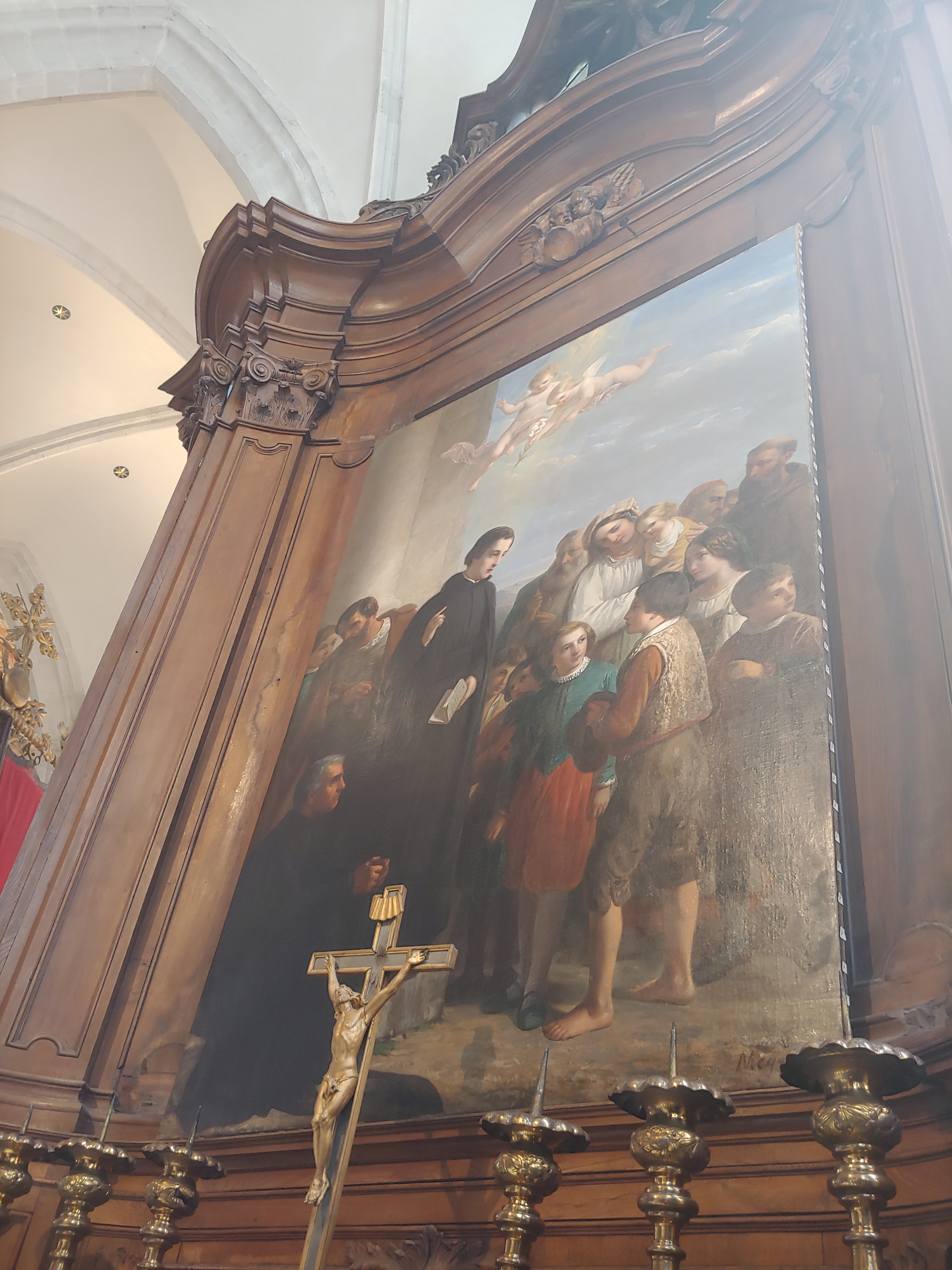
In de Sint-Martinuskerk van Aalst

Jozef Meganck ook wel Joseph Méganck (Aalst, 9 juli 1807 - aldaar 1891) was een Belgisch kunstschilder en etser.

## Biografie
Jozef Meganck werd geboren op 9 juli 1807 in Aalst. Zijn ouders waren Pierre François Meganck een slager in Aalst en Jacqueline Smet, beide afkomstig uit Aalst.
In 1826 behaalde hij aan de stedelijke academie (van Aalst) de erepalm. Hij bekwaamde zich in het vak schilderen vooral in Brussel en Parijs.
Op 4 oktober 1890 keert hij naar Aalst terug in het gezelschap van naaister Hélène Rossel, zij was zo'n 50 jaar jonger dan Meganck. Meganck woonde nog een jaar in de Pontstraat voordat hij stierf.

### Werkzaam in
- Parijs, 1833 - 1835[1]
- Florence, 1835-07 - 1835-09[1]
- Brussel, 1839 - 1846[1]
- Italië, 1846[1]
- Italië, 1852[1]

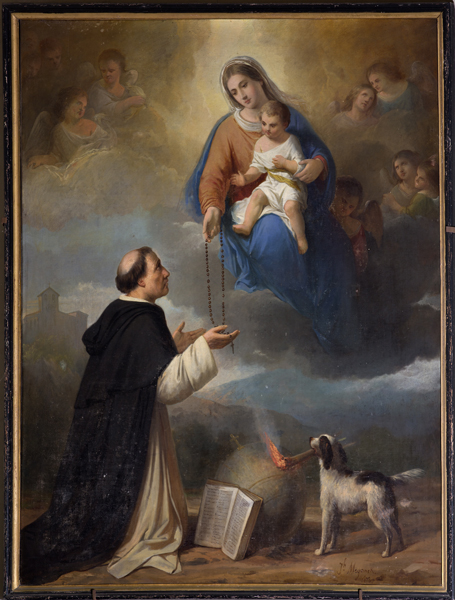
Werk in de parochiekerk, Sint-Martinus van Asper.

- Brussel, 1887 (wordt nog vermeld als schilder ondanks het feit dat hij niets meer produceerde vanaf 1875)[4]

## Eerbetoon
- In Aalst is de Jozef Meganckstraat naar hem vernoemd.Het straatnaambord aan de andere kant van de straat.

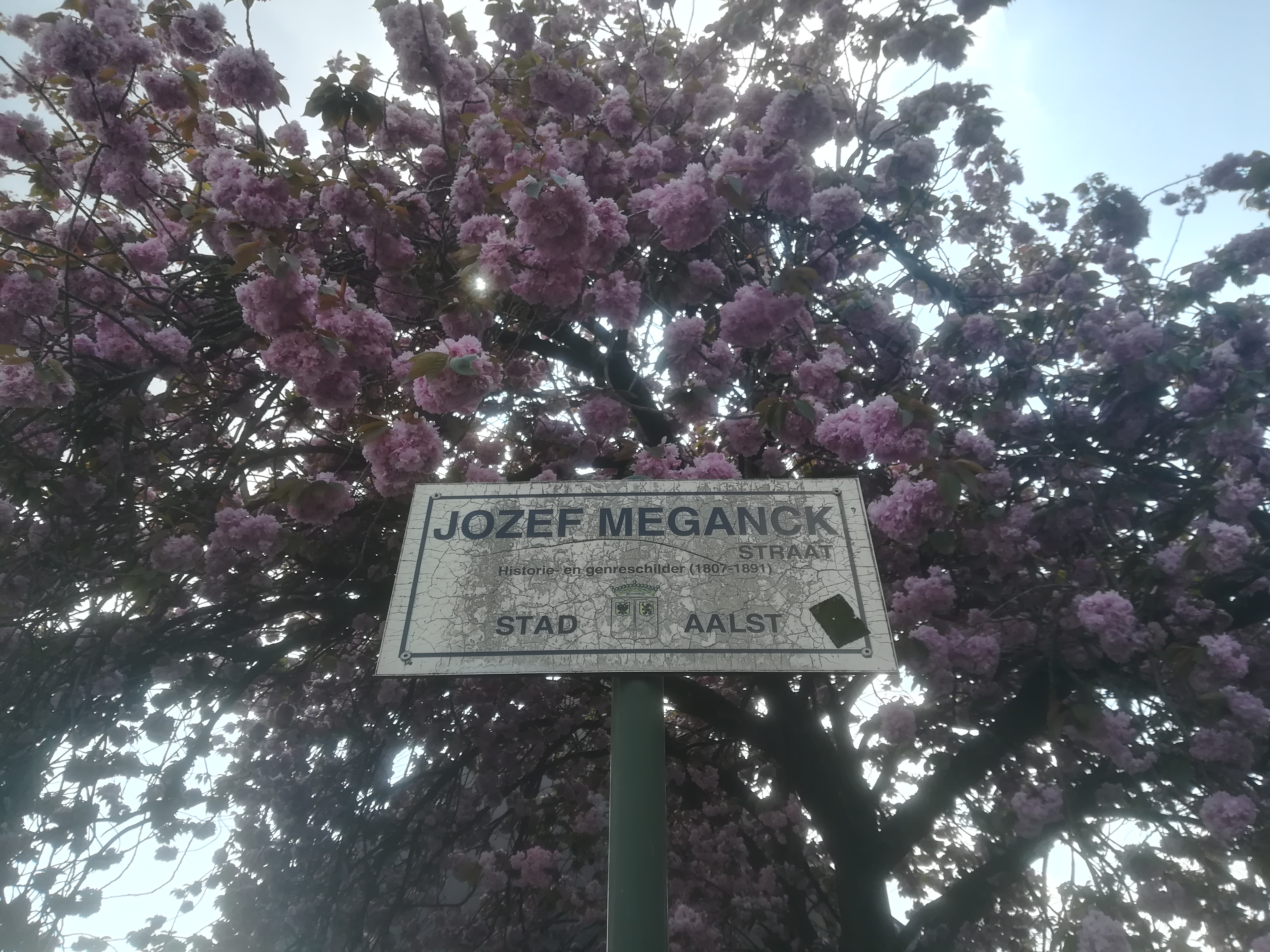
Het straatnaambord aan de andere kant van de straat.

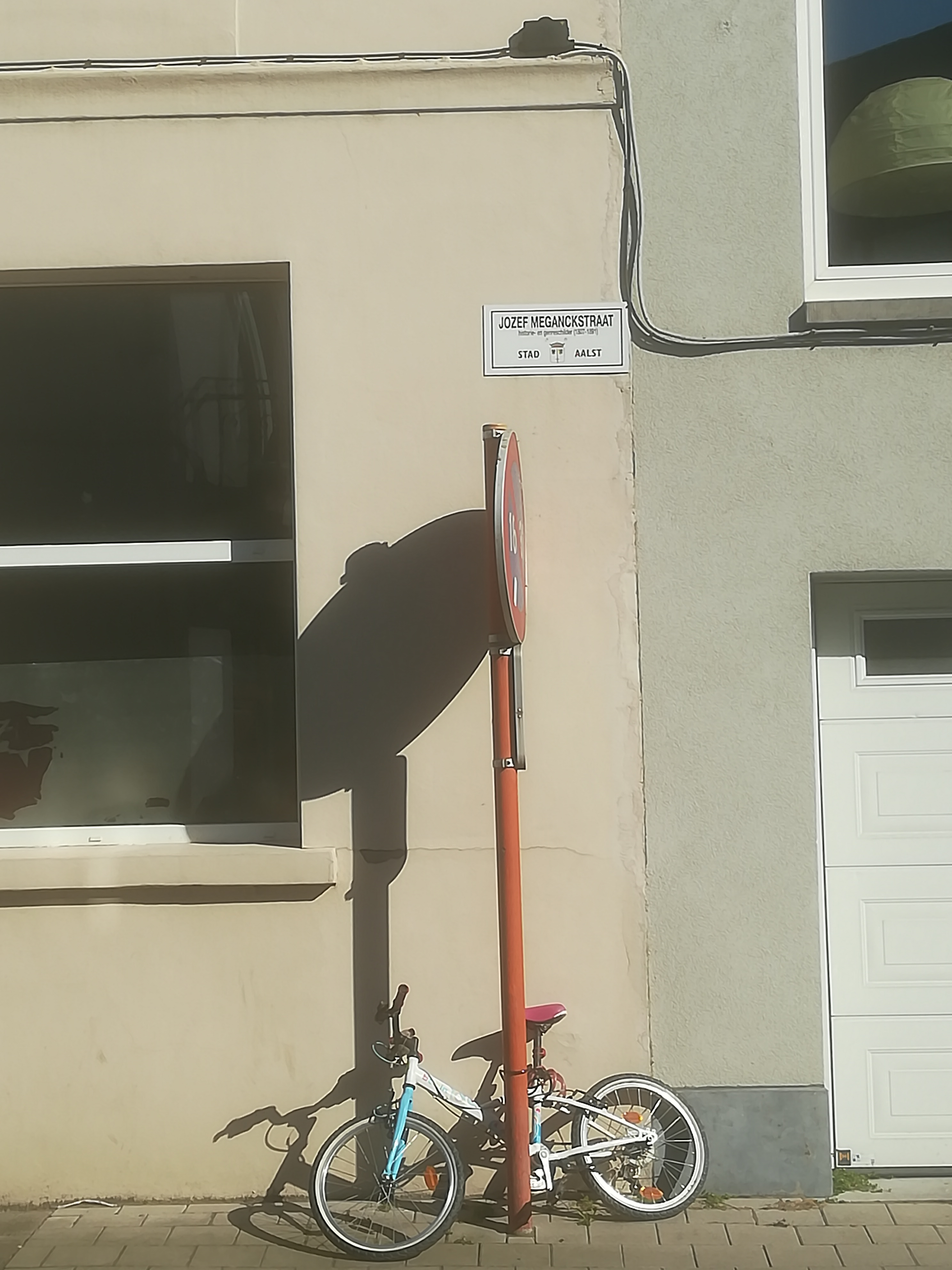
De Jozef Meganckstraat in Aalst.

## Werken
- Een van zijn werken zijn vindbaar in de Sint-Martinuskerk van Aalst.
- Simon van Cyrene helpt Jezus het kruis te dragen

## Galerij

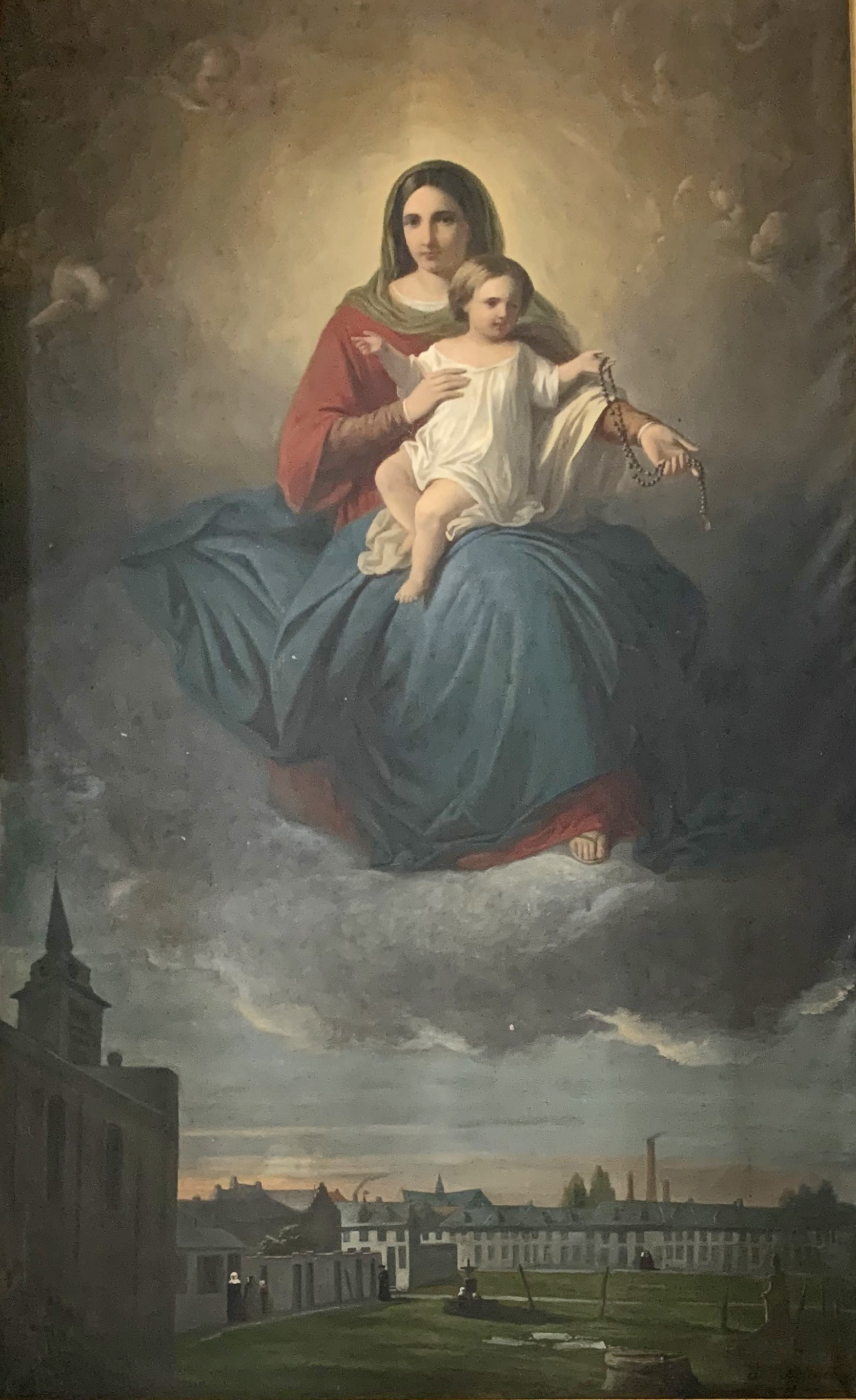
Schilderij van het Begijnhof, Aalst.
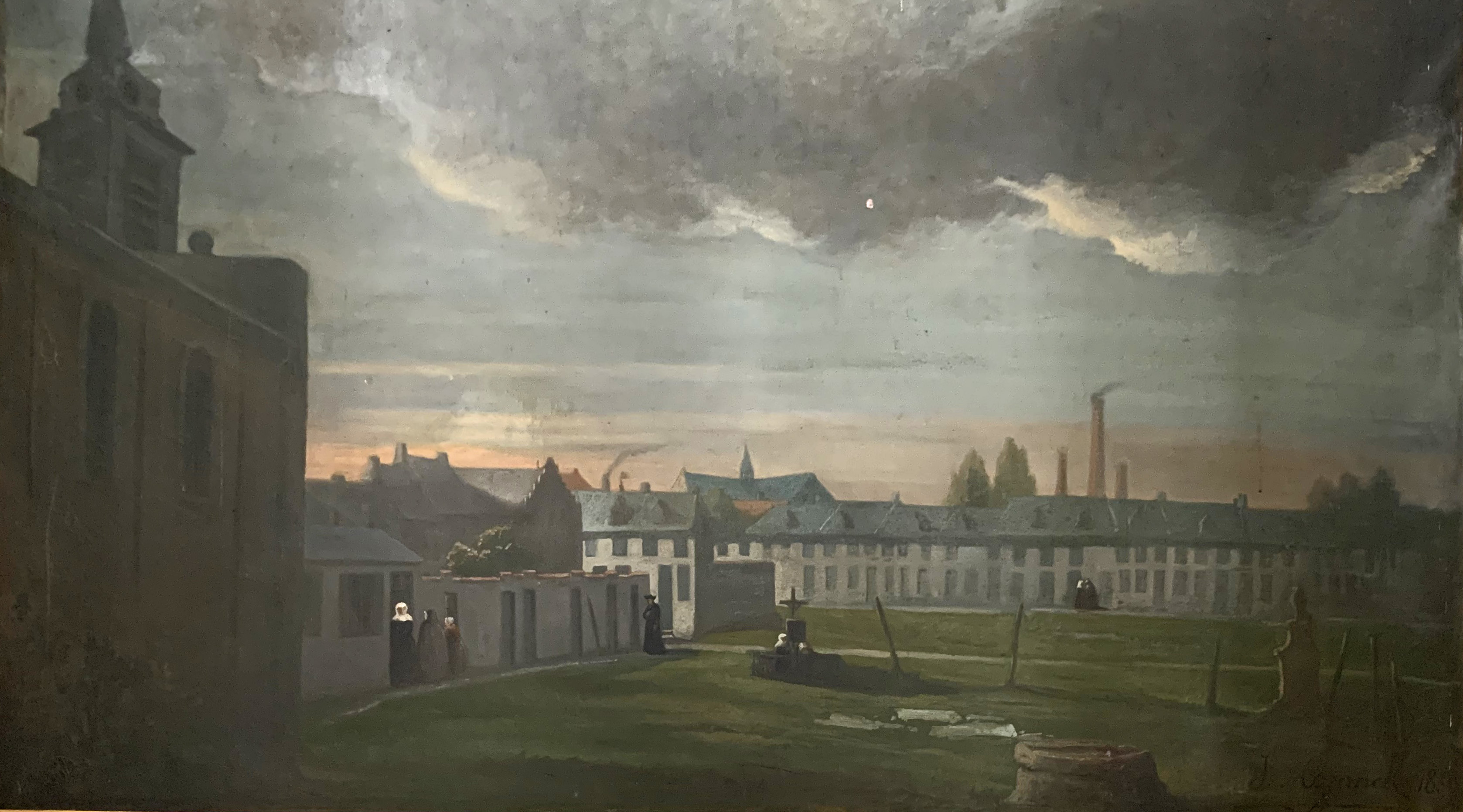
Detail begijnhofschilderij Aalst.

- RKD-Nederlands Instituut voor Kunstgeschiedenis: 54861
- Union List of Artist Names: 500163097
- Virtual International Authority File: 96664657